# Hirundapus
Genre
Le genre Hirundapus comprend 4 espèces de Martinets, endémiques de l'écozone indomalaise.

## Liste des espèces
D'après la classification de référence (version 2.2, 2009) du Congrès ornithologique international (ordre phylogénique) :
- Hirundapus caudacutus – Martinet épineux
- Hirundapus cochinchinensis – Martinet de Cochinchine
- Hirundapus giganteus – Martinet géant
- Hirundapus celebensis – Martinet des Célèbes